# Tetranychus
Genre
Tetranychus (les tétranyques en français) est un genre d'acariens de la famille des Tetranychidae.
Ce genre comprend plus de 140 espèces parasites des plantes, dont les plus importantes pour l'agriculture sont  Tetranychus urticae et Tetranychus cinnabarinus.

## Liste d'espèces
Selon Catalogue of Life (29 sept. 2013) :
- Tetranychus abacae
- Tetranychus adensis
- Tetranychus afrindicus
- Tetranychus agropyronus
- Tetranychus amazonensis
- Tetranychus amicus
- Tetranychus andrei
- Tetranychus angolensis
- Tetranychus arecana
- Tetranychus arifi
- Tetranychus armeniaca
- Tetranychus armipenis
- Tetranychus atriplexi
- Tetranychus attiahi
- Tetranychus axinitus
- Tetranychus bambusae
- Tetranychus bambusicola
- Tetranychus bastosi
- Tetranychus bellottii
- Tetranychus bengali
- Tetranychus berryi
- Tetranychus bondarenkoi
- Tetranychus browningi
- Tetranychus bunda
- Tetranychus canadensis
- Tetranychus chaeropus
- Tetranychus cobrensus
- Tetranychus cocosi
- Tetranychus cocosinus
- Tetranychus collyerae
- Tetranychus desertorum
- Tetranychus dianellae
- Tetranychus dunhuangensis
- Tetranychus eharai
- Tetranychus elsae
- Tetranychus elytropappi
- Tetranychus escolasticae
- Tetranychus evansi
- Tetranychus eyrewellensis
- Tetranychus ezoensis
- Tetranychus fernandezi
- Tetranychus ferox
- Tetranychus fijiensis
- Tetranychus flechtmanni
- Tetranychus frater
- Tetranychus fraternus
- Tetranychus gardeniae
- Tetranychus geminatus
- Tetranychus gigas
- Tetranychus gladioli
- Tetranychus gloveri
- Tetranychus graminae
- Tetranychus graminivorus
- Tetranychus gutturosus
- Tetranychus homorus
- Tetranychus huhhotensis
- Tetranychus hypogaeae
- Tetranychus impatiensa
- Tetranychus incestificus
- Tetranychus ipomoeae
- Tetranychus ismaili
- Tetranychus kaliphorae
- Tetranychus kanzawai
- Tetranychus katbergensis
- Tetranychus lambi
- Tetranychus lintearius
- Tetranychus lombardinii
- Tetranychus lonicerae
- Tetranychus ludenensis
- Tetranychus ludeni
- Tetranychus macfarlanei
- Tetranychus magnoliae
- Tetranychus malaysiensis
- Tetranychus malvae
- Tetranychus margaretae
- Tetranychus marianae
- Tetranychus mcdanieli
- Tetranychus megauncinatus
- Tetranychus merganser
- Tetranychus mesembryanae
- Tetranychus mexicanus
- Tetranychus misumaiensis
- Tetranychus mkuziensis
- Tetranychus montrouzieri
- Tetranychus moutensis
- Tetranychus muricatus
- Tetranychus musae
- Tetranychus musus
- Tetranychus nakahari
- Tetranychus neocaledonicus
- Tetranychus neopolys
- Tetranychus nikolskii
- Tetranychus obsequiosus
- Tetranychus ogmophallos
- Tetranychus okinawanus
- Tetranychus pacificus
- Tetranychus pafuriensis
- Tetranychus palmidectes
- Tetranychus pamiricus
- Tetranychus panici
- Tetranychus papayae
- Tetranychus paraguayensis
- Tetranychus parakanzawai
- Tetranychus paschoali
- Tetranychus phaselus
- Tetranychus piercei
- Tetranychus polygoni
- Tetranychus polys
- Tetranychus przhevalskii
- Tetranychus pueraricola
- Tetranychus puschelii
- Tetranychus recki
- Tetranychus rhagodiae
- Tetranychus ricini
- Tetranychus riopretensis
- Tetranychus robustus
- Tetranychus rooyenae
- Tetranychus roseus
- Tetranychus salasi
- Tetranychus salsolae
- Tetranychus sawzdargi
- Tetranychus sayedi
- Tetranychus schoenei
- Tetranychus shanghaiensis
- Tetranychus shihlinensis
- Tetranychus similis
- Tetranychus singularis
- Tetranychus sinhai
- Tetranychus sphacelatum
- Tetranychus taiwanicus
- Tetranychus tchadi
- Tetranychus triangularis
- Tetranychus truncatus
- Tetranychus tumidellus
- Tetranychus tumidosus
- Tetranychus tumidus
- Tetranychus turkestani
- Tetranychus udaipurensis
- Tetranychus umalii
- Tetranychus urticae
- Tetranychus viticis
- Tetranychus wainsteini
- Tetranychus yuccae
- Tetranychus yusti
- Tetranychus zaheri
- Tetranychus zambezianus
- Tetranychus zamithi
- Tetranychus zeae

Selon NCBI (29 sept. 2013) :
- Tetranychus cinnabarinus
- Tetranychus dunhuangensis
- Tetranychus evansi
- Tetranychus ezoensis
- Tetranychus fijiensis
- Tetranychus gloveri
- Tetranychus hydrangeae
- Tetranychus kanzawai
- Tetranychus lambi
- Tetranychus ludeni
- Tetranychus macfarlanei
- Tetranychus malaysiensis
- Tetranychus mcdanieli
- Tetranychus merganser
- Tetranychus misumaiensis
- Tetranychus neocaledonicus
- Tetranychus okinawanus
- Tetranychus pacificus
- Tetranychus parakanzawai
- Tetranychus phaselus
- Tetranychus piercei
- Tetranychus pueraricola
- Tetranychus takafujii
- Tetranychus truncatus
- Tetranychus turkestani
- Tetranychus urticae
- Tetranychus viennensis